# Aloe millotii
Aloe millotii är en grästrädsväxtart som beskrevs av Gilbert Westacott Reynolds. Aloe millotii ingår i släktet Aloe och familjen grästrädsväxter. Inga underarter finns listade i Catalogue of Life.

## Bildgalleri

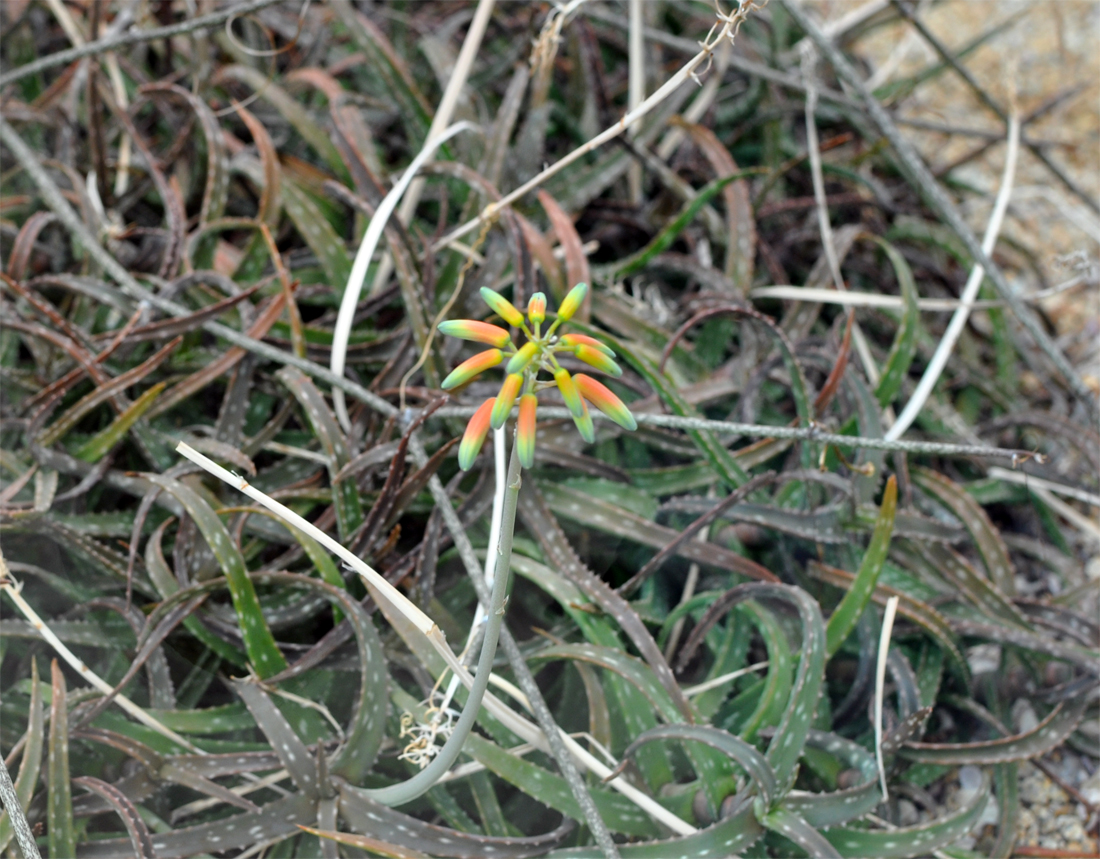
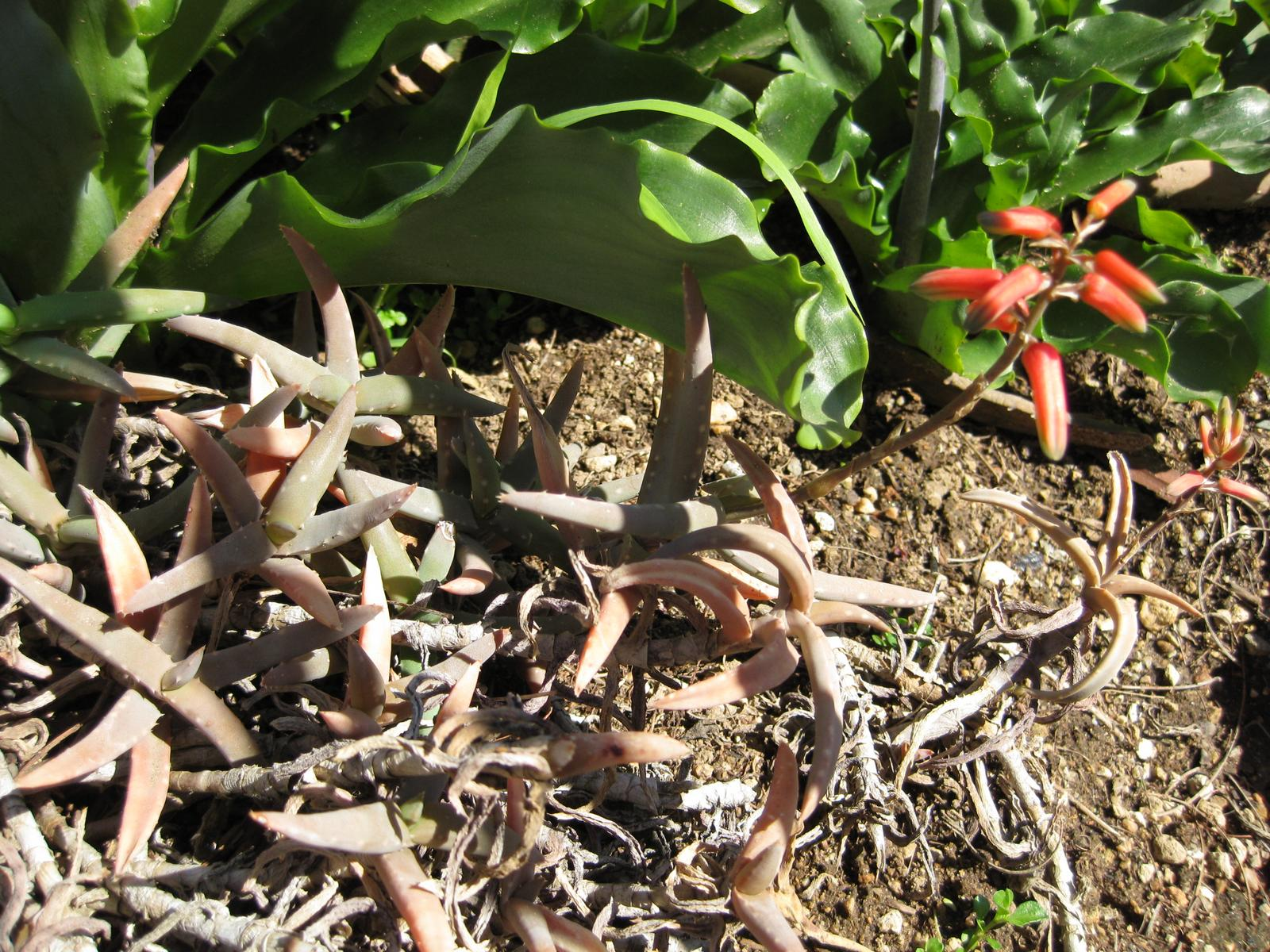
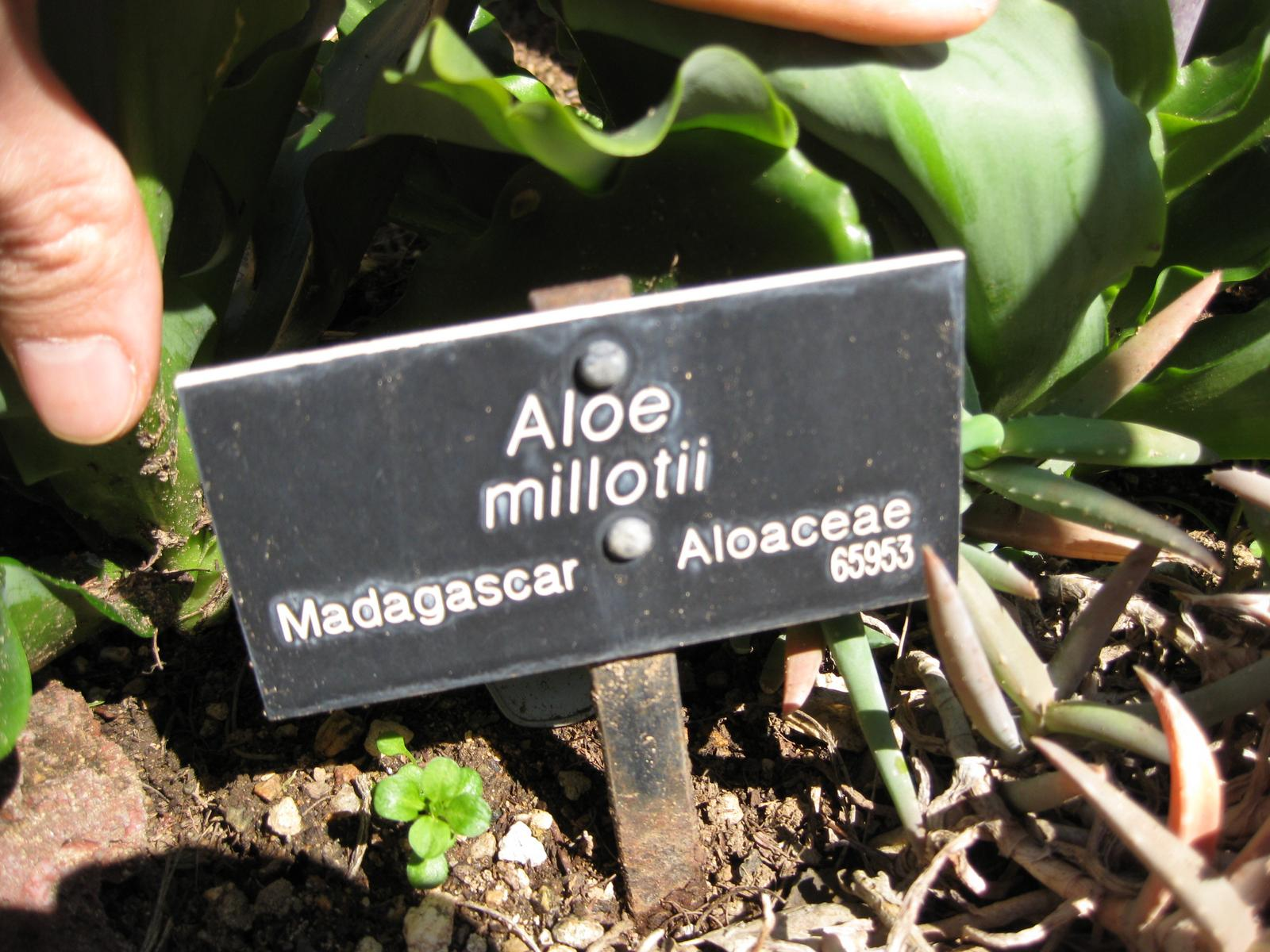
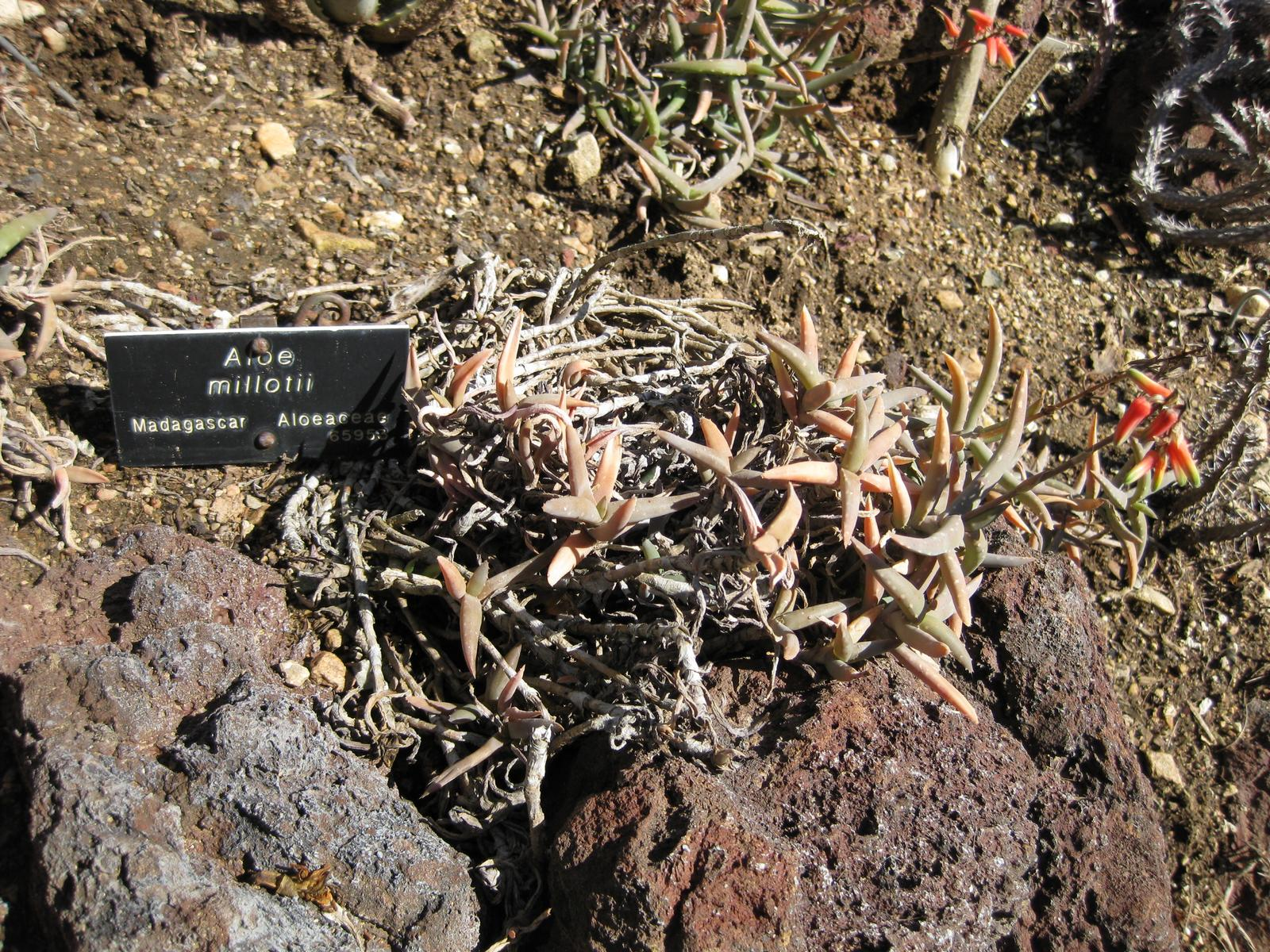